# Мотовоз

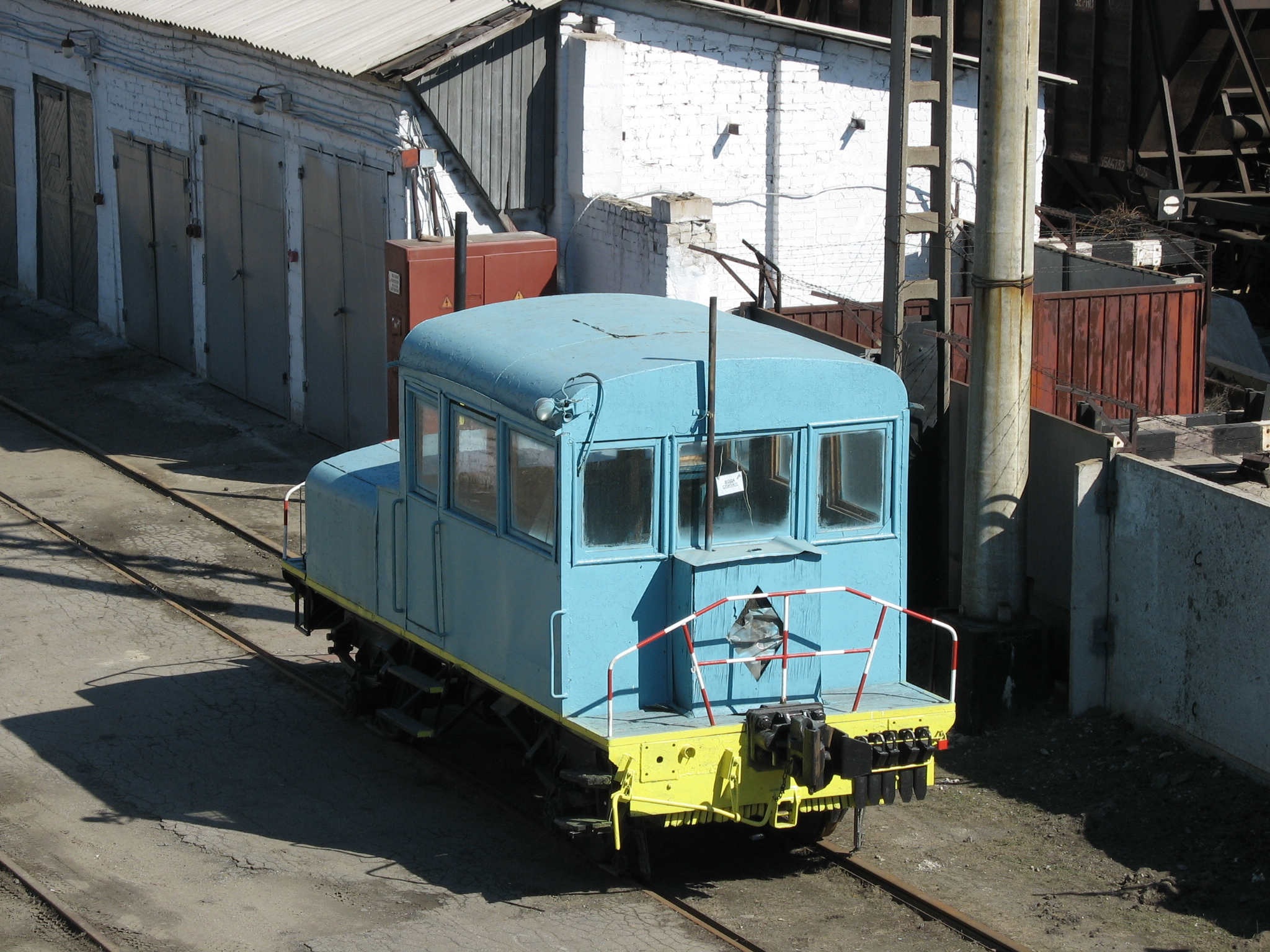
Мотовоз М К/2 15

Автомобільно-залізничний транспортний засіб

Мотовоз (рос. мотовоз, англ. diesel locomotive, rail car; нім. Diesellokomotive f) — невеликий автономний локомотив з бензиновим або дизельним двигуном потужністю приблизно до 200 к.с. Спочатку мотовози мали тільки механічну передачу, аналогічну автомобільній. Починаючи з 1980-их років термін «мотовоз» був поширений також на легкі локомотиви з гідравлічною передачею. У багатьох ранніх мотовозів було відсутнє пневматичне гальмо, а існувало лише механічне. Останнім часом наявність пневматичного гальма стало традиційним.
Використовуються для маневрових робіт на залізниці, як транспортний засіб на промислових підприємствах, в кар'єрах тощо.